# Flapper
Flappers sau codanele ori fetișcanele, reprezentau generația tinerelor femei occidentale din anii 1920, care purtau fuste scurte (fusta era doar până la genunchi), își tundeau părul „bob,” ascultau muzică jazz și își etalau disprețul pentru ceea ce atunci era considerat un comportament rezonabil, modest. Fetișcanele erau văzute ca fiind îndrăznețe, se machiau excesiv, consumau alcool, fumau țigări în public, conduceau mașini, tratau sexul într-o manieră pur întâmplătoare și încălcau normele sociale și sexuale. 
Pe măsură ce automobilele au devenit tot mai disponibile, fetișcanele au câștigat libertatea de mișcare și de confidențialitate. Fetișcanele sunt imaginea Furtunoșilor ani '20, ale turbulențele sociale și politice și al schimbului cultural transatlantic sporit care a urmat sfârșitului Primului Război Mondial, precum și a exportului „culturii jazz” americane în Europa. A existat o reacție la această contra-cultură de la oameni mai conservatori care au aparținut, în general, generațiilor mai în vârstă. Aceștia au susținut că rochiile fetișcanelor erau „aproape de goliciune, frivole, nesăbuite și neinteligente.”

## Etimologie

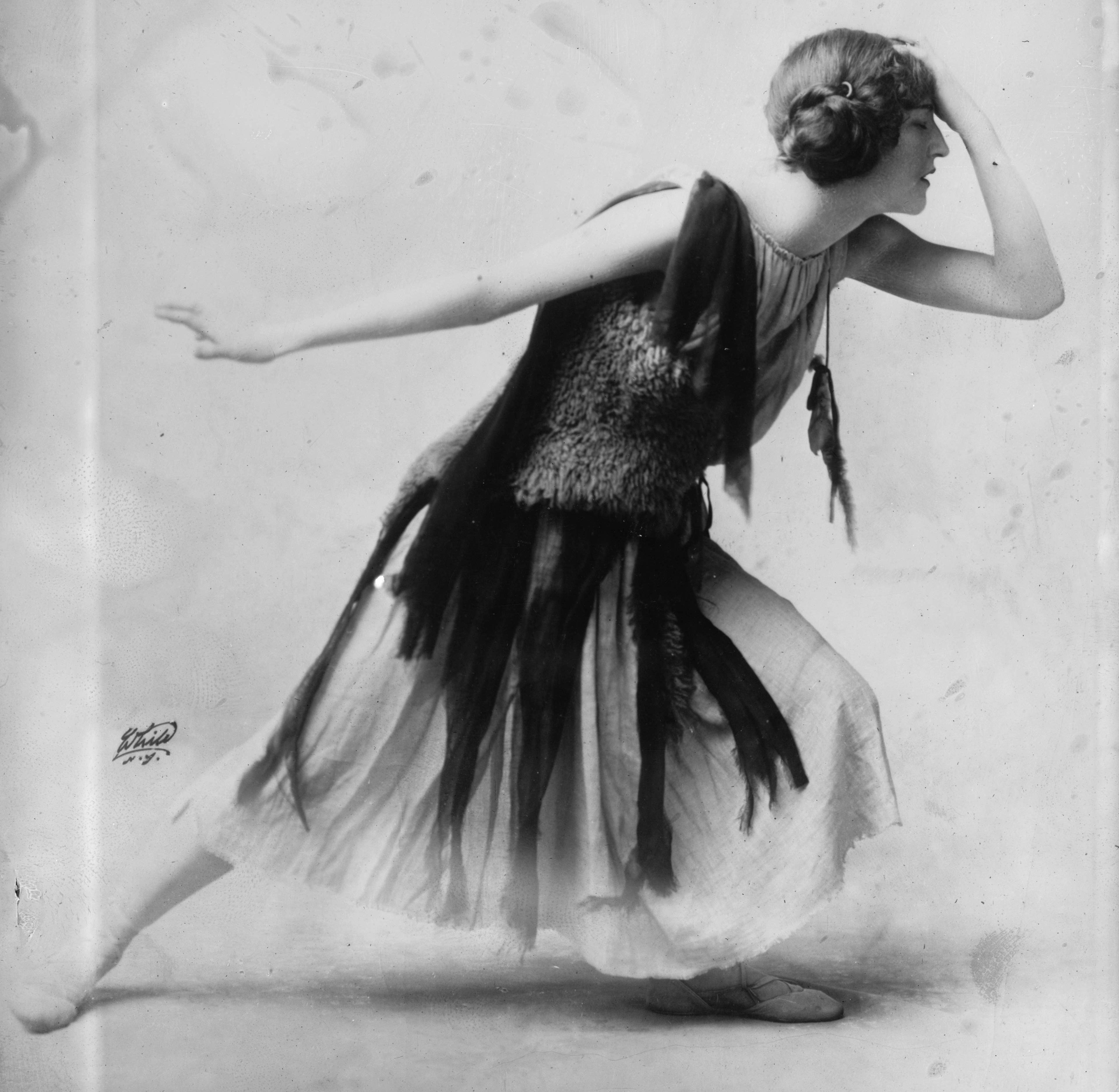
Violet Romer într-o rochie flapper 1915

Jargonul „flapper” derivă de la termenul de „adolescentă” , care se referă la o fată cu părul încă desfăcut, împletit pe spate sau la un cuvânt mai vechi care înseamnă prostituată.   Jargonul „flap” a fost folosit pentru o tânără prostituată încă din 1631. Până în 1890, cuvântul „flapper” a fost folosit în unele localități ca argou atât pentru o prostituată foarte tânără  cât și pentru o fată plină de viață aflată la mijlocul adolescenței. 
Utilizarea standard a non-argoului a apărut încă din 1903 în Anglia și 1904 în Statele Unite, când romancierul Desmond Coke a folosit-o în povestea sa despre viața de la Oxford, Stanford of Merton: "Există o uimitoare fetișcană". În 1907, actorul englez George Graves le-a explicat americanilor că este vorba de argoul teatral pentru tinerii artiști acrobați.   Fetișcana era, de asemenea, cunoscută sub denumirea de dansatoare, care dansa ca o pasăre – scuturându-și brațele în timp ce făcea mișcarea Charleston. Această mișcare a devenit un dans destul de competitiv în această eră. 

Până în 1908, ziarele ca The Times au folosit termenul, dar aveau o explicație: „O fetișcană, am putea explica, este o tânără doamnă care nu poartă încă rochii lungi și părul strâns sus.”  În aprilie 1908, secțiunea de modă din The Globe and Traveler din Londra conținea o schiță intitulată „Rochia tinerei fete” cu următoarea explicație:
Americanii și acei oameni norocoși englezi al căror bani și statut le permit să opteze pentru termeni de argou ... numesc subiectul acestor rânduri „fetișcana”. Adecvarea acestui termen nu mă îndeamnă la o astfel de admirație din toată inima față de puterile uimitoare de a ne îmbogăți limba pe care americanii recunosc modest că o posedă ..., [și,] de fapt, ar merita cu greu onoarea unui moment al atenției mele, dar pentru faptul că caut în zadar orice altă expresie care este înțeleasă ca însemnând acel tânără persoană importantă, domnișoară de aproximativ șaisprezece ani.
Schița este a unei fete într-o rochie cu o fustă lungă, „care are talia destul de înaltă și semi-imperială ... destul de neîngrijită, claritatea ei fiind dezvăluită de o fâșie înnodată neglijent în jurul fustei.”
Până în noiembrie 1910, cuvântul a fost destul de popular pentru A.E. James, care va începe o serie de povești în Revista Londra, prezentând nenorocirile prin care trece o fată de cincisprezece ani și intitulată "Majestatea sa Fetișcana".  Până în 1911, o recenzie a unui ziar indică faptul că „fetișcana" răutăcioasă și cochetă era un tip de scenă stabilit. 
Până în 1912, impresionarul teatral londonez John Tiller, definind cuvântul într-un interviu acordat de către New York Times, a descris fetișcana" ca o fată care tocmai a ajuns la vârsta majoratului.  Folosirea de către Tiller a expresiei "ieși" înseamnă "a face o intrare formală în "societate" când devine fecioară".  În societatea politicoasă din acea vreme, o adolescentă care nu avut încă majoratul va fi considerată ca fiind o copilă. Ar fi de așteptat să-și păstreze un profil scăzut în ocaziile sociale și nu ar trebui să fie obiectul atenției masculine. Deși cuvântul a fost încă înțeles în mare măsură ca referindu-se la adolescenții cu spirit înalt, [18] treptat în Marea Britanie a fost extins pentru a descrie orice femeie imatură impetuoasă. [A] Până la sfârșitul anului 1914, revista britanică Vanity Fair raporta că fetișcana începea să dispară în Anglia, fiind înlocuită de așa-numitele „Micile creaturi” 
Un articol Times cu privire la problema găsirii locurilor de muncă pentru femeile au devenit șomere datorită întoarcerii forței de muncă masculine a fost intitulat "Viitorul fetișcanei".  Sub această influență, sensul termenului s-a schimbat oarecum, aplicându-se  femeilor tinere independente, care caută plăcere

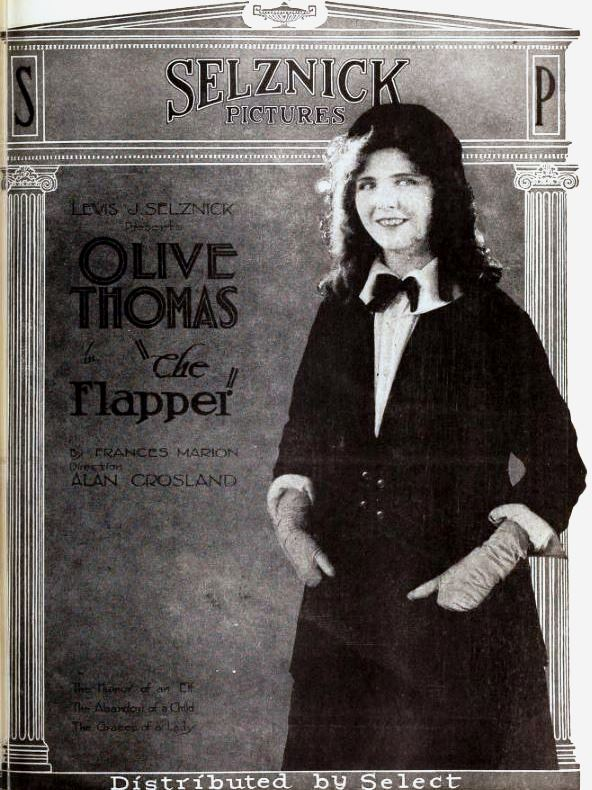
O reclamă pentru comedia de film mut din 1920 The Flapper, cu Olive Thomas, înainte ca aspectul flapper-ului să înceapă să se unească.

În prelegerea sa din februarie 1920 despre surplusul de femei tinere din Marea Britanie cauzat de pierderea tinerilor bărbați în război, Dr. R. Murray-Leslie a criticat „tipul de fluture social ... fetișcana frivolă, puțin îmbrăcată, iresponsabilă și nedisciplinată, pentru care un dans, o pălărie nouă sau un bărbat cu mașină, aveau mai multă importanță decât soarta națiunilor ". .  În luna mai a acelui an, Selznick Pictures a lansat The Flapper o comedie cu Olive Thomas în rolurile principale. A fost primul film din statele Unite care a prezentat stilul de viață al fetișcanelor. În acel moment, termenul își însușise sensul deplin al stilului și atitudinilor generației de fetișcane.
Utilizarea termenului a coincis cu o modă în rândul fetelor adolescente din Statele Unite la începutul anilor 1920 pentru purtarea galoșelor desfăcute,  și o etimologie falsă larg răspândită susținea că erau numite „fetișcane”, pentru că hainele le fluturau când mergeau, pe măsură ce și-au purtat pantofii sau galoșele desfăcute, arătând că au sfidat convenția într-o manieră similară cu mândria secolului 21 pentru șireturile dezlegate. O altă sugestie cu privire la originea termenului, în raport cu moda, vine de la o tendință de modă din anii 1920, în care femeile tinere și-au lăsat paltonul desfăcut pentru a-i permite să fluture înainte și înapoi în timp ce mergeau, părând astfel mai independente și eliberate de îmbrăcămintea strâmtă din perioada Victoriană. 
Până la mijlocul anilor 1930 în Marea Britanie, deși încă folosit ocazional, cuvântul "flapper" a devenit asociat cu trecutul. În anul 1936, un jurnalist Times l-a grupat cu termeni precum „blotto” ca argou învechit: „[blotto] evocă un ecou îndepărtat de zdrențe și fetișcane vesele... Acesta reamintește de un trecut care nu este încă „perioadă”.
Una dintre cauzele schimbării comportamentului femeilor tinere a fost Primul Război Mondial care s-a încheiat în noiembrie 1918. Moartea unui număr mare de tineri în război și epidemia de gripă spaniolă, care lovește în 1918, ucigând între 20–40 milioane de oameni, au inspirat tinerilor sentimentul că viața este scurtă și ar putea să se termine în orice moment. Prin urmare, femeile tinere au vrut să-și petreacă tinerețea bucurându-și viața și libertatea mai degrabă, decât să stea acasă și să aștepte ca un bărbat să se căsătorească cu ei.
Schimbările politice au fost o altă cauză a culturii de fetișcane. Primul Război Mondial a redus controlul sistemului de clase de pe ambele părți ale Atlanticului, încurajând diferite clase să se amestece și să împărtășească sentimentul lor de libertate. Femeile au câștigat în cele din urmă dreptul de vot în Statele Unite la 26 august 1920. Femeile au dorit să fie egale cu bărbații și s-au confruntat cu realizarea dificilă a marilor obiective ale feminismului: individualitate, participare politică deplină, independență economică și "drepturi sexuale”. Au vrut să fie tratați ca bărbați, să poată fuma și să bea. În plus, multe femei au avut mai multe oportunități la locul de muncă și au ocupat locuri de muncă destinate în mod tradițional bărbaților, cum ar fi medici, avocați, ingineri și piloți. Creșterea consumismului a promovat, de asemenea, idealurile „împlinirii și libertății” , care a încurajat femeile să  gândească într-un mod independent la îmbrăcămintea, cariera și activitățile sociale.
Societatea s-a schimbat rapid după Primul Război Mondial. De exemplu, obiceiurile, tehnologia și producția s-au mutat rapid în secolul 20 după întreruperea războiului. Invenția automobilului a fost un factor important în cultura fetișcanelor, deoarece mașinile au însemnat că o femeie ar putea veni și pleca după bunul plac, pot călători pentru a comunica și pentru alte divertisment, simțindu-se bine la petreceri. De asemenea, boom-ul economic a permis mai multor oameni timp și bani pentru a juca golf și tenis și pentru vacanțe, toate acestea necesitând o îmbrăcăminte specifică acestor activități; silueta subțire a fetișcanei era foarte potrivită pentru mișcare.

## Evoluția imaginii
Prima apariție a stilului flapper  în Statele Unite a venit din popularul film din 1920 Frances Marion, The Flapper, cu Olive Thomas în rolul principal.  Thomas a jucat un rol similar în 1917, deși nu a fost folosit până la The Flapper. În ultimele sale filme, ea a fost văzută ca imaginea fetișcanei. Alte actrițe, precum Clara Bow, Louise Brooks, Colleen Moore și Joan Crawford își vor construi în curând cariera pe aceeași imagine, obținând o mare popularitate.
În statele Unite, disprețul popular pentru interdicție a fost un factor în evoluția fetișcanei. Cu saloanele legale și cabaretele închise, locurile de pe aleea din spate au devenit prolifice și populare. Această discrepanță între mișcarea de cumpătare care respectă legea, bazată pe religie și consumul efectiv omniprezent de alcool a dus la un dispreț larg răspândit pentru autoritate. Independența fetișcanei a fost, de asemenea, un răspuns la fetele Gibson din anii 1890. Deși acel aspect de dinainte de război nu seamănă cu stilul flapper, independența lor ar fi putut duce la tenacitatea înțeleaptă a fetișcanei 30 de ani mai târziu.

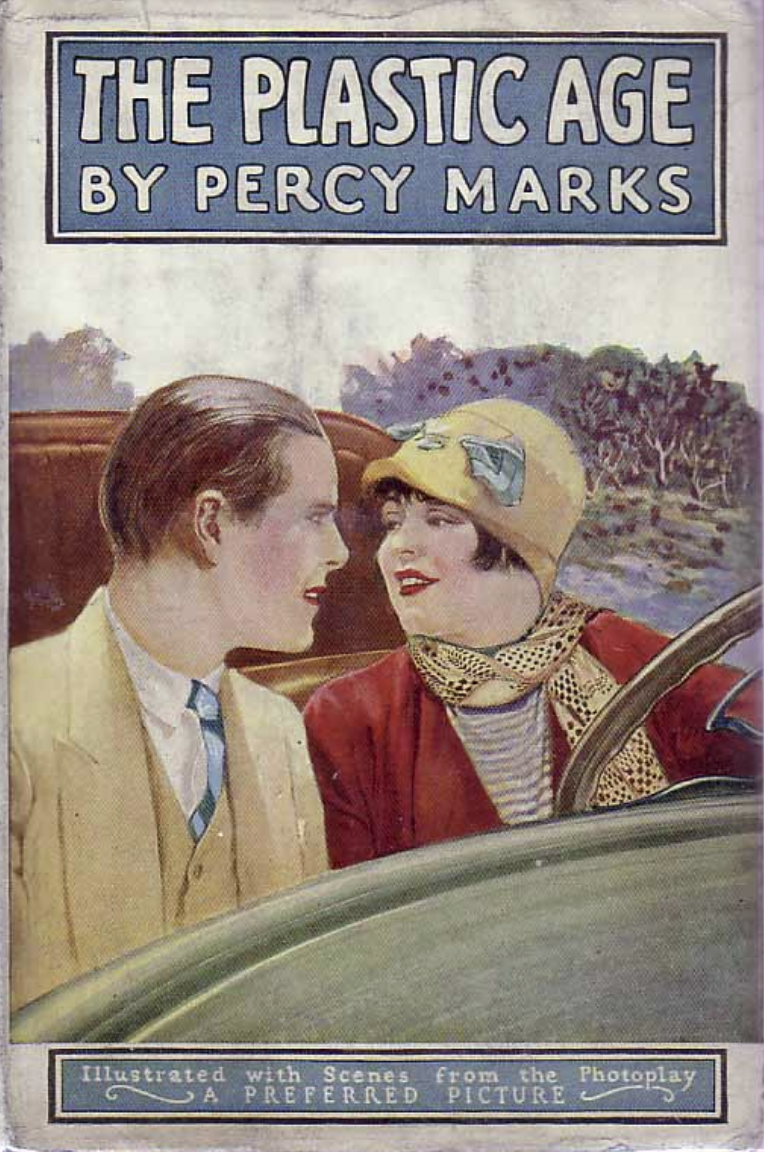
Femeie descrisă în ținută tipic codanelor în coperta pentru The Plastic Age, 1924

Scriitori din Statele Unite precum F. Scott Fitzgerald și Anita Loos și ilustratori precum Russell Patterson, John Held, Jr., Ethel Hays și Faith Burrows au popularizat aspectul și stilul de viață flapper prin lucrările lor, iar fetișcanele au ajuns să fie văzute ca fiind atractive, nesăbuite și independente. Printre cei care au criticat nebunia fetișcanei s-a numărat scriitorul-critic Dorothy Parker, care a scris „Flappers: Un cântec de ură "pentru a te distra. Un psiholog de la Harvard a raportat că fetișcanele aveau „cel mai scăzut grad de inteligență” și constituiau „o problemă fără speranță pentru educatori”. 
Un alt scriitor, Lynne Frame, a spus în cartea sa că un număr mare de oameni de știință și profesioniști din domeniul sănătății au analizat și revizuit gradul de feminitate al aspectului și comportamentului fetișcanelor, având în vedere „băiețenia” aspectului și comportamentului fetișcanei. Unii ginecologi au opinat că femeile ar fi mai puțin „măritate” dacă ar fi mai puțin „feminine”, deoarece soțul ar fi nefericit în căsătoria sa. În cartea lui Frame, ea a mai scris, de asemenea, că aspectul fizic al fetișcanelor, cu părul scurt și rochia scurtă, distrag atenția de la formele feminine, de la picioare și de la corp. Aceste atribute nu au fost doar o tendință de modă, ci și expresia unei estompări a rolurilor de gen. 

### Fata Gibson
Fata Gibson a fost una dintre originile fetișcanei. Invenția lui Charles Dana Gibson, Fata Gibson a schimbat moda, tiparele și stilul de viață din anii 1920; acestea au fost mult mai progresiste decât tradițiile de stiluri feminine din trecut. Înainte de mișcarea Gibson Girl, vocile femeilor ca grup erau rareori auzite. În timp ce unii ar putea vedea fata Gibson ca fiind doar o declarație de modă, de fapt a influentă decât aceasta. „A înfățișat-o pe femeia modernă, cunoscută popular ca„ noua femeie ”, într-o perioadă în care mai multe femei au obținut independența, au început să lucreze în afara casei și au căutat dreptul la vot și alte drepturi.” Ilustrațiile lui Gibson arătau femei feministe de tot felul care se îngrijorau mai mult de ele însele decât de a le face pe plac bărbaților din viața lor. Era pentru prima dată când o femeie se putea concentra de fapt asupra propriilor sale vise și obiective. Fata Gibson a exemplificat, de asemenea, importanța inteligenței și a învățării mai degrabă decât satisfacerea nevoilor bărbaților.
Potrivit unui site de pe Kate Chopin, „Fata Gibson a influențat societatea la începutul anilor 1900, la fel cum Barbie a influențat societatea de la sfârșitul anilor 1900. Fata Gibson a trecut peste multe linii societale, deschizând calea femeilor pentru a face lucruri pe care nu le-au mai făcut niciodată. Ea, la fel ca Barbie, a descris femeile ca fiind persoane puternice care ar putea juca sport, menținându-și perfect parul si rochia. Ea a fost criticată de mulți, la fel ca Barbie, pentru că a creat un ideal nerealist despre cum ar trebui să arate femeile: proporții perfecte și păr lung. În ciuda criticilor, ea a fost un creator de tendințe, un model pentru femei atât în îmbrăcăminte, cât și pentru comportament, la fel ca Barbie."
Moda Fetei Gibson le-a permis acestora un stil de viață mult mai activ decât cel pe care l-au avut anterior, atât în muncă, cât și în ceea ce privește recreerea. „Fustele erau lungi și evazate, iar rochiile erau croite cu gât înalt și mâneci strânse. Acest stil a fost considerat unul masculin, iar acest lucru a fost uneori subliniat prin purtarea unei cravate. Deși femeile purtau încă lenjeria intimă cunoscută sub numele de corsete, un nou tip corset a intrat în trend, despre care se spunea că este mai bun pentru coloana vertebrală decât corsetele anterioare. O figură în formă de S a devenit la modă, cu un bust mare și șolduri mari, separate printr-o talie mică, corsetată. Aceste stiluri, purtate cu încredere și echilibru de către femeile moderne... S-ar putea să fie fotografiată la un birou într-o cămașă personalizată sau la o petrecere de tenis într-o rochie de sport. Își purta părul lung cu bucle, acoperind-ul cu o simplă pălărie de paie. Deși era capabilă și independentă, fata Gibson era întotdeauna frumoasă și elegantă. " Potrivit Bibliotecii Congresului, „descrierea meticuloasă a pălăriilor accentuează ținuta elegantă a fetelor Gibson și întărește vizual impresia de înălțime. Gibson arată clasica Gibson Girl ca o figură care îmbrățișa activitățile fizice în aer liber. "
Fata Gibson a fost o unicitate americană în comparație cu standardele europene de stil. Era un ideal: tânără, feministă, puternică și o femeie cu adevărat modernă. Gibson a subliniat că orice femeie poate fi reprezentată ca o fată Gibson, atât cele din clasa de mijloc, cât și cele din clasa superioară. Minnie Clark, cunoscută sub numele de „fata originală Gibson”, era un model pentru Gibson și putea să înfățișeze orice tip de femeie necesară ilustrației sale. Gibson a desenat cu grație caracteristică femei de toate rasele și clasele.

### Reviste

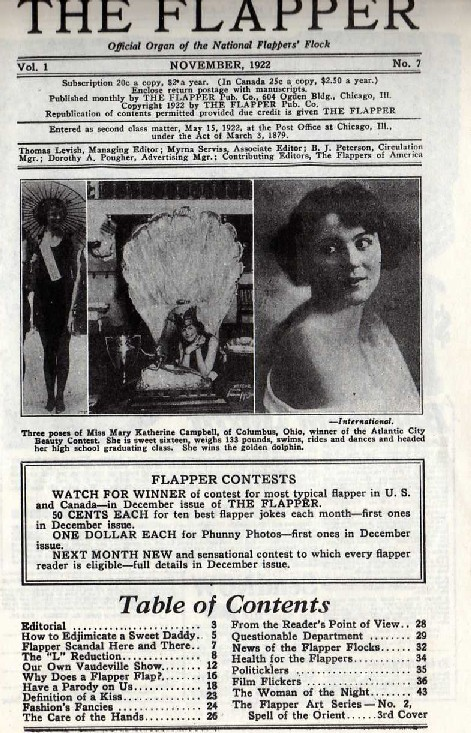
Pagina interioară a revistei Flapper

În 1922, o revistă cu tiraje mici - The Flapper, situată în Chicago - a sărbătorit recursul fetișcanei. Pe pagina de deschidere a primului său număr, a declarat cu mândrie ruptura flapperilor cu valorile tradiționale. Ei au batjocorit moda restrânsă și pasiunea modestă a femeilor în vârstă și și-au declarat propria libertate. Nici măcar nu au recunoscut că generația anterioară de activiste de sex feminin a făcut posibilă libertatea fetișcanelor. 
În anii 1920, noile reviste se adresau tinerelor germane cu o imagine senzuală și reclame pentru hainele și accesoriile corespunzătoare pe care ar dori să le cumpere. Paginile lucioase ale Die Dame și Das Blatt der Hausfrau afișau „Fata” - flapper. Era tânără și la modă, independentă din punct de vedere financiar. Revistele au ținut-o la curent cu privire la modă, arte, sport și tehnologie modernă, cum ar fi automobile și telefoane. 

## Comportament
Deși multe tinere din anii ‘20 le vedeau pe codane ca un simbol al unui viitor mai strălucit, câteva încă aveau dubii în ceea ce privește comportamentul exagerat al acestora. Astfel, începând cu 1923, redactorii revistei s-au axat mai mult pe întâmplările reale ale cititorilor, creând o nouă rubrică intitulată „Confesiunile unei Codane”. Unele dintre acestea erau povestiri simpatice, amuzante despre fete care se impuneau celor care le subestima, însă altele ilustra fete care își trădau propriile personalități doar pentru a se ridica la nivelul imaginii unei fetișcane. Existau o mulțime de astfel de exemple: o femeie proaspăt căsătorită a mărturisit ca își înșelase soțul, o studentă a declarat că un iubit de-al ei nu și-o putea imagina ca viitoare soție din cauza libertăților sexuale pe care aceasta i le-a permis, iar o fiică de ministru a povestit despre umilința sa când a fost descoperită că pretindea a fi mai mare și mai elegantă decât era în realitate. Mulți cititori spuneau că „vampele” au mers prea departe în căutarea lor după aventură. O fostă adeptă de 23 de ani a afirmat: „În opinia mea, codanele obișnuite cu vârstele între 15-19 ani erau nechibzuite, fără să le pese de alții și intrau ușor în probleme foarte primejdioase. 
Astfel, după citirea revistei „The Flapper”, unele codane erau celebrate pentru gândirea lor și însușirea privilegiilor bărbaților, pe când unele nu, deoarece le imitau pe acestea cu prea mult devotament, devenind primejdios, mărturisind chiar ele cum pentru a se bucura din plin de această aptitudine își abandonau moralitatea. 

### Băncile americane și angajatele „fetișcane”
Potrivit unui reportaj din 1922, câteva dintre băncile de prin Statele Unite ale Americii a început să impună reguli privind îmbrăcămintea și conduita tinerelor care păreau a fi „codane”. Toate acestea începând cu nemulțumirea unei mame din New Jersey, a cărei fiu mereu alegea să lucreze cu aceeași tânără, pe care o considera ilegal de atrăgătoare. Directorii băncii au fost anunțați de această întâmplare și imediat s-au luat măsuri, impunându-se noi reguli față de modul de îmbrăcăminte al angajatelor. Aceste reguli susțineau ca rochia să nu aibă niciun model pe ea, să fie cumpărată de la un anumit magazin, nici să fie de altă culoare în afară de negru, albastru sau maro, să nu fie mânecile mai sus de coate și nici lungimea acesteia să nu fie mai scurtă de 30 cm de la pământ. Acest nou cod de vestimentație s-a răspândit și la Sistemul Federal al Rezervelor, unde angajatelor li s-a spus ferm că nu este timp pentru ele să se înfrumusețeze în timpul orelor de lucru.

## Imaginea tinereții
Vampele reprezintă cea mai de durată perspectivă asupra tinereții și a noilor femei din secolul XX, fiind privită de americanii contemporani ca o eroină culturală. Cu toate acestea, pe vremea aceea, mulți americani le vedeau pe codane ca o amenințare la adresa societății convenționale, reprezentând o nouă ordine morală. Aceste fetișcane disprețuia valorile clasei de mijloc cu toate că multe dintre ele erau fiice ale familiilor din această categorie și parcă din ce în ce mai multe femei din Statele Unite erau atrase de ideea de a deveni una dintre acestea.
Existau organizații adversare de codane: Clanul Național de Codane și Ordinea Regală a Codanelor. Pe codane nu le interesa de însoțitoarele lor, dansau lasciv și flirtau fără rușine cu băieții. „Codanele preferau eleganța asupra esenței , nou asupra tradiție și plăceri asupra virtute.” Ruth Gillettes, un cântăreț al anilor ’20 a avut o melodie intitulată „Oh spune? Ne vedem diseară?” care vorbește despre noul tupeu al fetelor din anii ‘20. Înainte de 1920, era imposibil și nemaiauzit ca o femeie să invite bărbatul la o întâlnire, după însă, multe fete au luat rolul de șef în relație, invitând băieții la întâlniri sau și să îi viziteze acasă.
Atitudinea codanelor era neobișnuită pe atunci și redefinea rolul femeilor. În mass-media engleză ele erau banalizate ca iubitoare de plăceri, nechibzuite și predispuse să sfideze convențiile, inițiind ele însăși relații sexuale. Unii spuneau că acest concept al codanelor ca stadiu specific tinerelor ar fi provenit din Germania, adus apoi în Anglia, unde a devenit „o reacție sexuală opusă femeii supra-încărcate și sub-exercitate și ca un compromis între pederastie și sex obișnuit”. În Germania, adolescentele erau numite „Backfisch”, care descria un pește mic, nu îndeajuns de mare pentru a fi putut fi vândut la piață. Chiar dacă noțiunea de „Backfisch” nu a apărut în Anglia decât pe la sfârșitul anilor ’80, acest termen era cunoscut ca semnificând un tip de natură mai rușinos, pe când codanele erau chiar opusul, rebele și sfidătoare. Imaginea codanelor a evoluat până la tinere independente, care mergeau noaptea în  cluburi de Jazz, ca cele din Harlem, cunoscute ca fiind erotice și periculoase, unde dansau obscen. Fumau și-și dădeau întâlniri, uneori chiar la întâmplare. Erau foarte active, făceau sport, mergeau cu bicicletele, conduceau și beau alcool, un act sfidător în timpul Prohibiției Americane. Cu timpul dansurile au evoluat, apărând ceea ce știm noi azi ca dansul Charleston, dansul Shimmy, Îmbrățișarea Iepurașului și dansul Black Bottom, toate care erau considerate șocante, dar erau o emblemă a respingerii standardelor tradiționale de către codane.

### Anularea rolurilor victoriene
Fetișcanele au început să își desfășoare activitățile înafara locuinței lor și să provoace rolurile convenționale ale femeilor și ideea veche despre acestea ca fiind neputincioase în ceea ce ține de statutul lor în societate. 
Erau considerate ca fiind o provocare imensă la adresa rolurilor tradițional Victoriene, devotamentului de a avea un trai simplu, muncii asidue și religiei.
Treptat, femeile au renunțat la conceptul vechi, strict asupra lor și au îmbrățișat noi interese, acest fapt devenind cunoscut ca „război cultural” între vechi și nou. De asemenea, codanele au susținut și pledat pentru drepturile femeilor, fiind inclus și votul. 
Prin faptul că fetișcanele erau rezultatul mișcărilor sociale, femeile au ajuns să aibă dreptul la vot în Statele Unite în 1920, iar societatea religioasă era zguduită de Procesul Scopes. 
Foarte multe codane nu erau interesate de politică, cu toate că existau atât de multe mișcări despre afirmarea femeii, de fapt, sufragetele mai învârstă, care au luptat pentru dreptul femeilor la vot le considerau pe codane monotone și într-un fel nedemne de a fi numite activiste a feminismului, pentru care au lucrat așa mult să-l câștige.  O scriitoare liberală din acel timp, Dorothy Dunbar Bromley, a vorbit despre această diferență descriindu-le pe codane ca fiind „moderne întru totul”, „Stil Nou” feministe care „recunoșteau că un trai adevărat înseamnă căsătorie și copii” de asemenea și că „erau stăpânite de un impuls interior puternic de a fi deținătorul propriilor drepturi. 

### Petreceri de mângâieri
„Mângâierile” (sărutul sau preludiul) au devenit mai comune decât în era Victoriană. „Petrecerile de mângâieri”, unde principala atracție era acțiunea, a ajuns populară; la aceste petreceri promiscuitatea a era mai comună, rupându-se de tradițiile de monogamie a pețitului cu dorința de a se căsători. Acestea fiind tipice pe campusurile de universitate, unde tinerii „petreceau o grămadă de timp nesupravegheați în compania altor tineri de genul opus”.
Carolyn Van Wyck a scris un paragraf pentru Photoplay, o revistă care conținea articole despre cultura pop. în martie 1926, o tânără anonimă a scris despre mângâiere ca fiind o problemă, explicând „ Toți băieții vor să o facă și nu te vor iar dacă nu vrei nici tu. Noi fetele, ne luptăm să știm ce să facem..... Sunt foarte sigură că nu vreau să mă căsătoresc cu cineva prea încet în a vrea să facă aceste lucruri, dar vreau totuși să aflu ce este corect. Va rog să mă ajutați.” Van Wyck a simpatizat cu problema cu care avea de-a face scriitoarea, apoi adăugând „Eu cred că este mai bine să fiu cunoscută drept o roată nefuncționabilă și romantismul să fie vizibil decât să fiu numită o parteneră focoasă și să îmi fie frică.”. 
În anii 50, revista Viața descria petrecerile de mângâieri ca „acele faimoase și uimitoare instituții ai anilor 1920”, comentând la „Reportajul Kinsey”, spunând că „de atunci aceștia au fost tot cu noi”. În Reportajul Kinsey din 1950, a fost depistată o creștere în sexul premarital a generației anilor 1920. Kinsey a aflat că din femeile născute înainte de 1900, 14% au recunoscut că au avut sex premarital înainte de 25 de ani, în timp ce la cele născute după 1900, procentul urca la pană de două sau trei ori mai mult (36%), care să fi avut sex premarital sau să aibă un orgasm. 

### Limbajul
Codanele erau asociate ca utilizatoare de jargoane chiar dacă acestea existau încă dinainte de 1920. Codanele foloseau și cuvântul „jazz” în sensul de a descrie ceva palpitant sau amuzant. Limbajul lor reflecta deseori sentimentele față de întâlniri, căsătorie sau obiceiurile de a bea :„Trebuie să mă întâlnesc cu un bărbat pentru un câine”, în acea perioadă însemnând că mergea să cumpere whiskey; și „cătușe” sau „prizonier” semnifica inel de logodnă sau de căsătorie. Mai mult, codanele au inventat termenii ca „banii tăcerii” însemnând alocație de la tata sau „a lăsa să cadă pilotul” însemna divorț. De asemenea au utilizat fraze care exprima aprobare „Este așa de Jake” (OK); „Sunt genunchii albinei” ( o persoană superbă); „Mâncător de torturi” (afemeiat); și cel mai popular: „mieuneala pisicii” ( ceva minunat).
Existau încă două cuvinte care descriau comportamentul codanelor sau stilul lor de viață, acestea fiind „tratează” și „fete de caritate”. „Tratează” era mai mult cultura sau obiceiul pentru codanele din clasa muncitoare, care deși câștigau bani, ele doreau mai mult pentru a putea să trăiască. Femeile erau voitoare să danseze în schimbul unei băuturi, bijuteriilor și hainelor. Pentru „restituirea serviciului”, femeile acordau orice fel de act erotic sau sexual, de la flirt până la sex; aceste lucruri fiind înțelese drept prostituție. Astfel, multă lume le numeau „fete de caritate” pentru a le diferenția de prostituate, deoarece fetișcanele susțineau că ele nu acceptau bani în schimbul sexului cu bărbații.

## Aspect

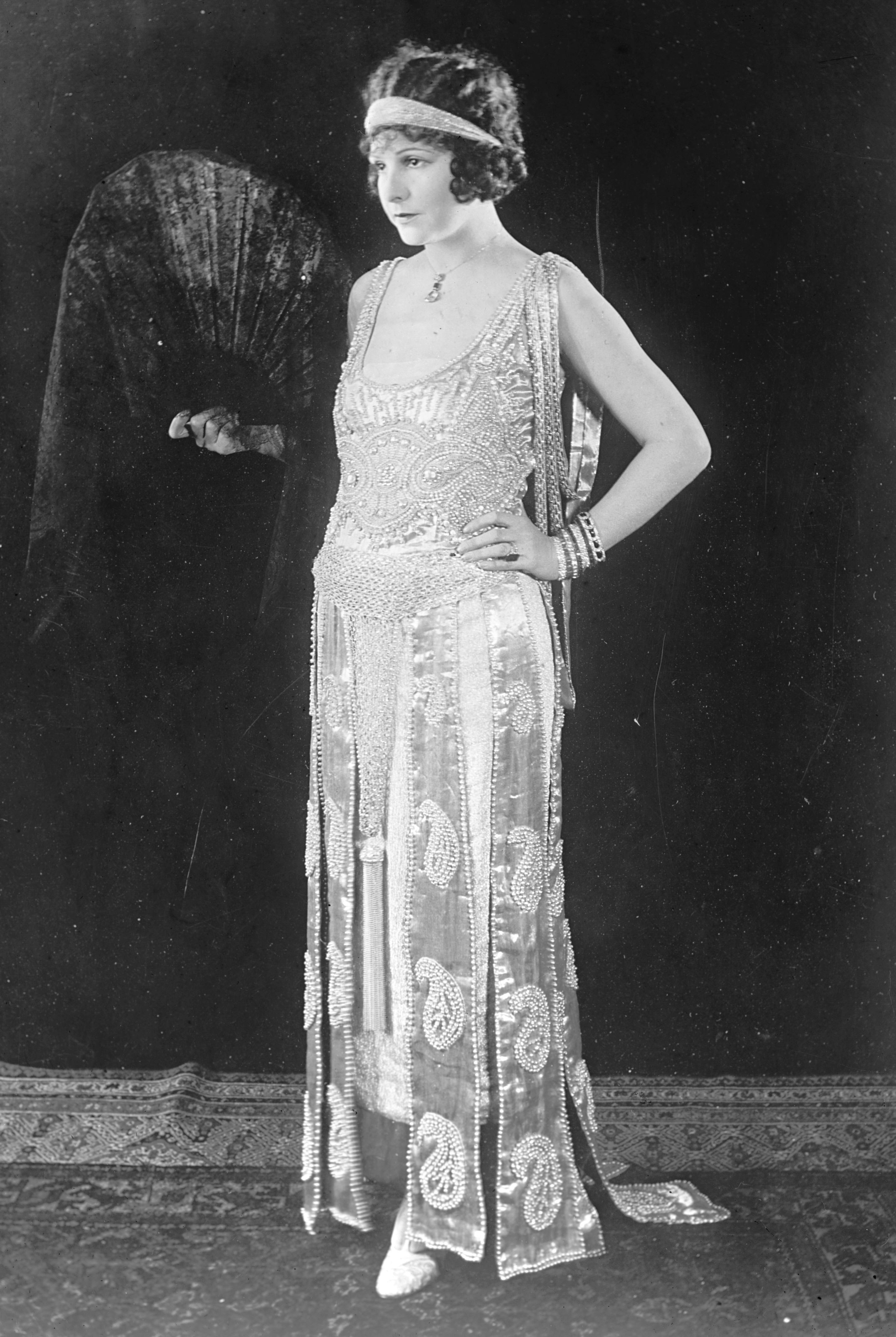
Actrița Norma Talmadge

Ca un plus la comportamentul lor nerespectuos, fetișcanele erau cunoscute pentru vestimentația lor, care era preluată în mare parte din moda franceză, în special de la Coco Chanel. Numite „garconne” în limba franceză (băiat cu sufix feminin), stilul fetișcanelor le le făceau pe fete să arate mai tinere și mai băiețoase: părul scurt, sânii aproape inexistenți și taliile mici accentuau aceste trăsături. Spre 1913, cel târziu, combinația dintre adolescența zveltă și un anumit concept caracteristic a fost fixat în mințile publicului. Lillian Nordica, prin remarca sa la moda New York, se referea la „o fetișcană pitică și slabă îmbrăcată cu o fustă în care nu putea face niciun pas, totul strâmt pe ea în afară de dinții ei mici și albi cu o pălărie cât o găleată în cap mergând împiedicată prin Fifth Avenue.
La această dată, se pare că un stil asociat unei codane, era deja prevăzut ca fiind băiețos, o pălăria prea fixă și o rochie tip sirenă, cum am numi-o noi azi, în loc de una cu normală largă, normală. 
 Deși înfățișarea asociată codanelor (talii mici, păr scurt, și fuste deasupra genunchilor) nu a fost abordată până în 1926, exista deja un stil asociat neconvențional imaginii acestora, un comportament revoltător și denumirea de „codană”. În revista The Times a fost scris despre un marș al trupelor franceze de Crăciun în 1915, unde unul dintre soldați îmbrăcat cu pantaloni scurți, o pălărie tip parizian și părul stilat ca al unei codane, făcând mișto de flirtul feminin.
În ciuda scandalurilor produse de codane, imaginea lor a devenit un model printre rândurile femeilor mai învârstă respectate. Treptat, codanele au dat la o parte corsetul din moda feminină, au scurtat lungimea rochiilor și fustelor și au făcut popular părul scurt la femei. Această modă s-a regăsit și printre actrițe, ca exemplu: Tallulah Bankhead, Olive Borden, Clara Bow, Louise Brooks, Joa Crawford, Bebe Daniels, Billie Dove, Leatrice Joy, Helen Kane, Laura La Plante, Dorothy Mackaill, Colleen Moore, Norma Shearer, Norma Talmadge, Olive Thomas și Alice White.
Începând cu anii 20, codanele au apărut în ziare de benzi desenate; Blondie Boopadoop și Fritzi Ritz, mai târziu cunoscute ca soția Lui Dagwood Bumstead și mătușa lui Nancy au fost prezentate drept codane.

### Îmbrăcămintea

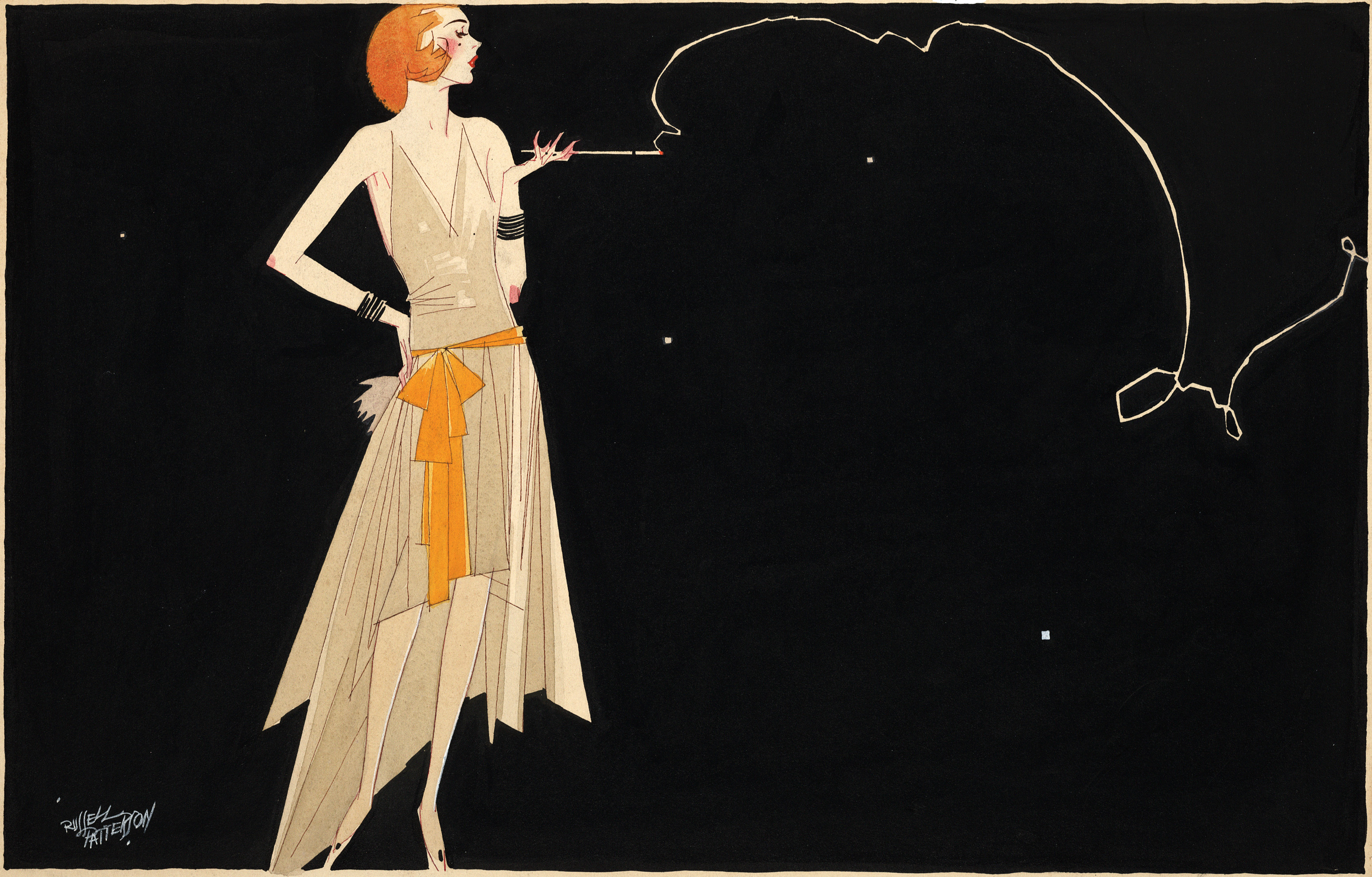
„Unde este fum, acolo este și foc” de Russell Patterson, care arată o codană îmbrăcată la modă în anii 1920.

Rochiile codanelor erau drepte și lărguțe, fără mâneci (câteodată și fără bretele) lăsate de la talie până la șolduri. Ciorapii din pânză erau prinși cu jartiere. Fustele se ridicau până la genunchi prin 1927, lăsând să se vadă părți ale piciorului atunci când dansau sau se plimbau pe o vreme mai răcoroasă, oricum, felul în care dansau făcea orice tip de rochie mai largă să se ridice pe picior. Pentru a accentua vederea, unele codane își făceau genunchii cu blush.  Rochiile cele mai populare erau în stilul Halat. Au apărut la modă și pantofii cu toc de 5-8 cm , iar cele mai favorizate modele erau Mary Janes și cele cu bretea în formă de T de culoare neagră, aurie, argintie sau nud.

#### Lenjerie
Codanele au abandonat corsetele și chiloții tip pantaloni în favoarea chiloților step-in. Fără corsetele vechi și incomode, codanele purtau doar un simplu bodice pentru bust. au început să poarte corsete mult mai delicate și suple care ajungeau până la șolduri, netezind întreaga figură, dând femeilor un aspect suplu și frumos, diferit de vechile corsete care subțiau doar talia accentuând șoldurile și bustul.
Lipsa formelor corsetului promova înfățișarea băiețoasă la fel și cel mai esențial obiect folosit de zi cu zi de femei inventat de Symington Side Lacer, sutienul. Acest tip de sutien, făceau ca sânii să arate mai mici, iar multe femei le invidiau pe codane  pentru faptul că ele le aveau deja mici și pe atunci sânii mari era o trăsătură nesofisticată. Astfel, bustul plat a devenit foarte comun printre femei, deși doar codanele purtau astfel de sutiene.

### Coafură și accesorii

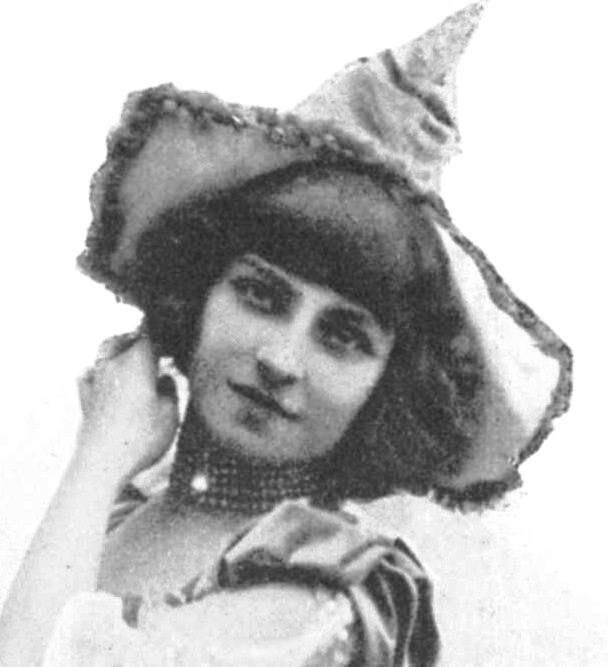
Actrița franceză Polaire în 1899

Tunsorile băiețoase erau la modă și ușurau femeile de chinul de a-și lăsa părul să crească, astfel de tunsori erau: cea bob; cea Eton și cea bob cu breton; părul ondulat era și acesta un tip de coafură cunoscut. Pălăriile încă trebuiau purtate și cele mai populare modele erau șapca newsboy și pălăria cloche.
Bijuteriile de obicei consistau din piese de artă decorative, în special o grămadă de rânduri de lănțișoare cu perle. Broșe, inele și ace decorate eu apărut împreună cu ochelarii cu ramă groasă.

### Produse cosmetice
Încă de prin 1890, actrița franceză Polaire a inventat aspectul care includea părul scurt și ciufulit, gură empatică și ochi mari scoși în evidență cu kohl. Imaginea de codană solicita un machiaj puternic, în comparație cu ce era înainte acceptabil în afara scenei de teatru. Odată cu invenția rujului în tub de metal și oglinda de buzunar a apărut și noua modă de buze pline. Ochi negri, făcuți cu kohl era la modă, iar femeile se pensau subțire și le colorau cu negru, imitând actrițe ca și Clara Bow.
Inițial, pielea palidă era considerată cea mai atractivă, însă după ce Coco Chanel a apărut bronzată, pielea bronzată a devenit tot mai populară. Femeile doreau să arate suple, sportive și cel mai important sănătoase.

## Semiotica unei codane

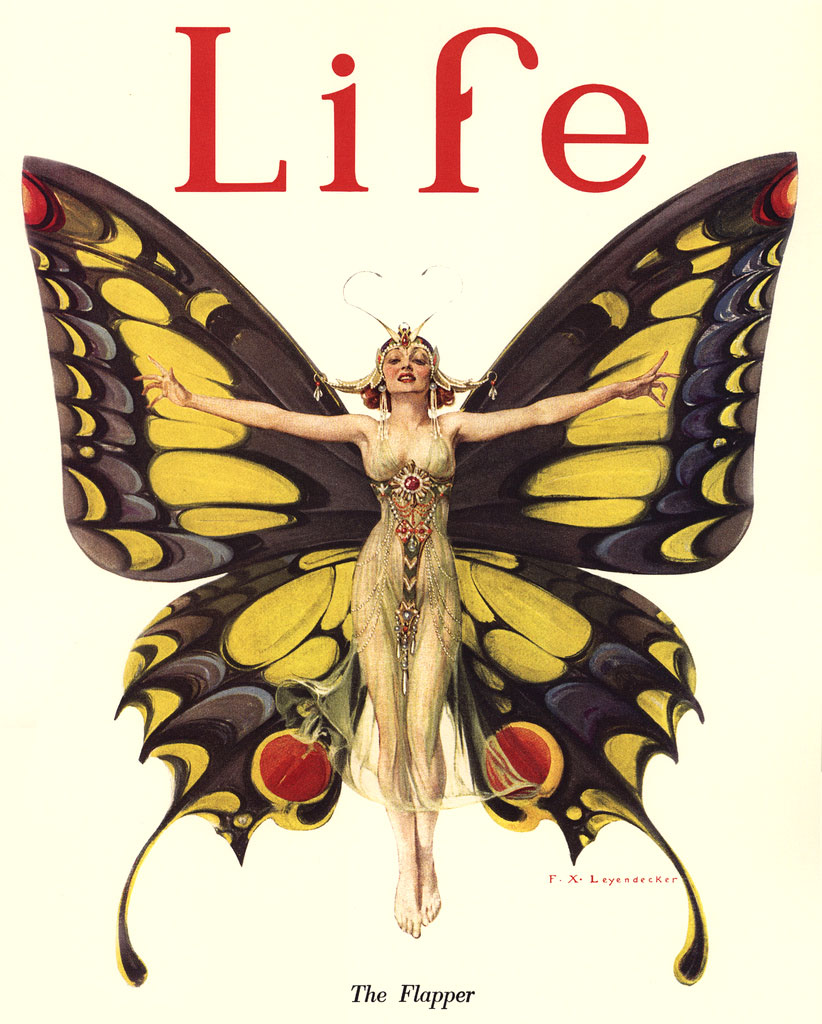
Coperta revistei Life "The Flapper" de Frank Xavier Leyendecker, 2 februarie 1922

A fi eliberata din acea îmbrăcăminte restrictiva din șireturile care se încrucișau cu respirația si din arcurile care aveau nevoie sa fie gestionate sugerează o eliberare de un alt fel. Noua libertate de a respira si de a ieși a încurajat mutatul de acasa, iar junele au profitat de acest lucru. Adunarea femeilor tinere independente a produs o schimbare extrema in viețile femeilor din America, aceasta manifestare făcându-se vizibila prin îmbrăcămintea acestora.
Schimbările in moda au fost interpretate ca semnele unei profunde schimbări in idealul feminin american. Fusta scurta si parul tuns bob au fost considerate semne ale emancipării. Semnele revoluției morale au constat in sexul dinaintea căsătoriei, metode de contracepție, băutura si disprețul pentru alte valori. Înainte de război, femeile nu pășeau într-un salon, după război o femeie care nu mai era considerata o "doamna" intra într-o conversație atât de ușor ca si cum ar merge într-o gara. Femeile au început sa înjure si sa fumeze in public, sa folosească contraceptive, sa își ridice fustele deasupra genunchilor si sa își ruleze ciorapii mai jos. Atunci  femeile erau într-o competiție cu bărbații in lumea afacerilor si își obțineau independenta financiara fata de aceștia.
Noua femeie împingea limitele rolurilor de gen, reprezentând libertatea sexuală și economică. Și-a tuns părul scurt și a luat haine largi și rochii decoltate. Femeia modernă din anii 1920 nu mai era reținută de o talie strânsă și de fuste lungi de tracțiune, era o gânditoare independentă, care nu mai respecta convențiile celor dinaintea ei.  Codanele au fost un exemplu al concepțiilor predominante ale femeilor și ale rolurilor lor în anii 1920 Roaring. Idealul codanelor era mișcarea cu caracteristici de intensitate, energie și volatilitate. Ea a refuzat codul moral tradițional. Modestia, castitatea, moralitatea și conceptele tradiționale de masculinitate și feminitate au fost aparent ignorate. Fetișcanele făcea un apel către autoritate și era atașat de „demoralizarea” iminentă a țării.
Concepția victoriană americană despre sexualitate și alte roluri ale bărbaților și femeilor în societate și unul față de altul erau contestate. Îmbrăcămintea modernă era mai ușoară și mai flexibilă, potrivindu-se mai bine femeii moderne, cum ar fi codanele care doreau să se angajeze în sport activ. Femeile deveneau acum mai asertive și mai puțin dispuse să mențină focul acasă. Costumul codanelor a fost văzut ca fiind sexual și a ridicat întrebări mai profunde asupra comportamentului și valorilor pe care le simboliza. 

## Sfârșitul erei codanelor
Stilul de viață și aspectul de codane au dispărut, iar epoca urlătoare a strălucirii și a glamorului din anii '20 a ajuns la sfârșit în America, după accidentul de pe Wall Street din 1929  Incapabile să-și permită ultimele tendințe și stilul de viață, femeile codane odată vibrante s-au întors la tivurile lor, iar rochia flapper a dispărut. Un ton grav brusc s-a spălat asupra publicului odată cu apariția Marii Depresii. Atitudinea plină de spirit și hedonismul au fost mai puțin acceptabile în timpul greutăților economice din anii 1930. Când tivurile au început să crească din nou, numeroase state au luat măsuri, adoptând legi care le-au restricționat femeile să poarte fuste cu lungimea cu cel puțin trei centimetri deasupra gleznei. Tunsul mereu popular a fost motivul pentru care unele femei au fost concediate din slujbele lor. 
Tranziția în anii 1930 nu a fost o sarcină ușoară. Campanii precum sloganul „Make Do and Mend” deveneau răspândite pentru a se asigura că nu există un consum excesiv în întreaga societate. Alegerile de țesături au fost printre numeroasele obiecte care trebuie reduse în acest timp afectat de sărăcie. Au fost folosite țesături artificiale în loc de țesături elegante precum mătasea, care erau atât de populare la începutul anilor 1900. Nu mai erau rochii de petrecere împodobite cu ornamente decorative sau făcute viu colorate. În schimb, femeile s-au îndreptat spre muncă pentru a prelua rolurile bărbaților în război. Locurile de muncă solicitante fizic au cerut crearea și acceptarea socială a pantalonilor pentru femei în societate.